# Palazzo Clemente della Rovere
Il Palazzo Clemente della Rovere è un edificio storico italiano, collocato in piazza Rovere 1, nel centro storico di Genova. È uno dei Palazzi dei Rolli designati, al tempo della Repubblica di Genova, a ospitare gli ospiti di alto rango per conto del governo, durante le visite di stato.
L'edificio è fra i 42 palazzi dei rolli selezionati e dichiarati Patrimonio dell'umanità dall'UNESCO il 13 luglio 2006.

## Storia e descrizione
Costruito tra il 1580 e il 1581 e nobilitato dalla piazza prospiciente, il palazzo si presenta come un organismo complesso costituito da due distinte unità edilizie, la più piccola delle quali fu anch'essa inclusa nel rollo del 1599.
Il palazzo fu commissionato da Clemente della Rovere, aristocratico genovese appartenente alla nobile famiglia dei Della Rovere, che conta fra i suoi membri due Papi (Sisto IV e Giulio II), il duca di Urbino Francesco Maria I e il Doge di Genova Francesco Maria della Rovere. Nel campo delle arti, la famiglia dei Della Rovere ha raggiunto l'apice della sua influenze nel Quattrocento, quando papa Sisto IV della Rovere commissionò la Cappella Sistina, e nel Cinquecento, quando Papa Giulio II divenne famoso per l'appoggio a numerosi artisti. A Genova, il Doge Francesco Maria della Rovere fu un collezionista di cristally, maioliche e dipinti per il palazzo, dove si ritirò al termine del suo mandato dogale..
Il palazzo fu costruito fra via San Sebastiano e Salita Santa Caterina, in un'area che successivamente sarebbe entrata a far parte del centro della città, ma che nel Cinquecento si trovava a ridosso della cinta muraria e ospitava edifici religiosi dove regnava pace e tranquillità. La particolare orografia del sito, limite estremo dell'abitato urbano e luogo di insediamenti religiosi, condiziona l'articolazione dell'edificio, costringendola ad adeguarsi ai progressivi abbassamenti del livello stradale. Queste trasformazioni urbanistiche, tuttavia, influirono solo sull'architettura esterna, poiché l'organizzazione plano-volumetrica risulta tuttora aderire quasi completamente a quella riportata nella descrizione del Rubens. Sul prospetto verso l'attuale via di San Sebastiano sono ancora visibili, non senza difficoltà, le tracce della decorazione pittorica oggi campita in larga parte da una ritinteggiatura monocroma. Alla sinistra del Palazzo si trova la seicentesca statua di Nostra Signora della Provvidenza.
Nell'Ottocento il palazzo passò alla famiglia Piccardo, per poi ospitare il Consolato Generale d'Islanda.
Il palazzo ospita abitazioni e uffici, incluso il consolato generale d'Islanda.

## Galleria d'immagini

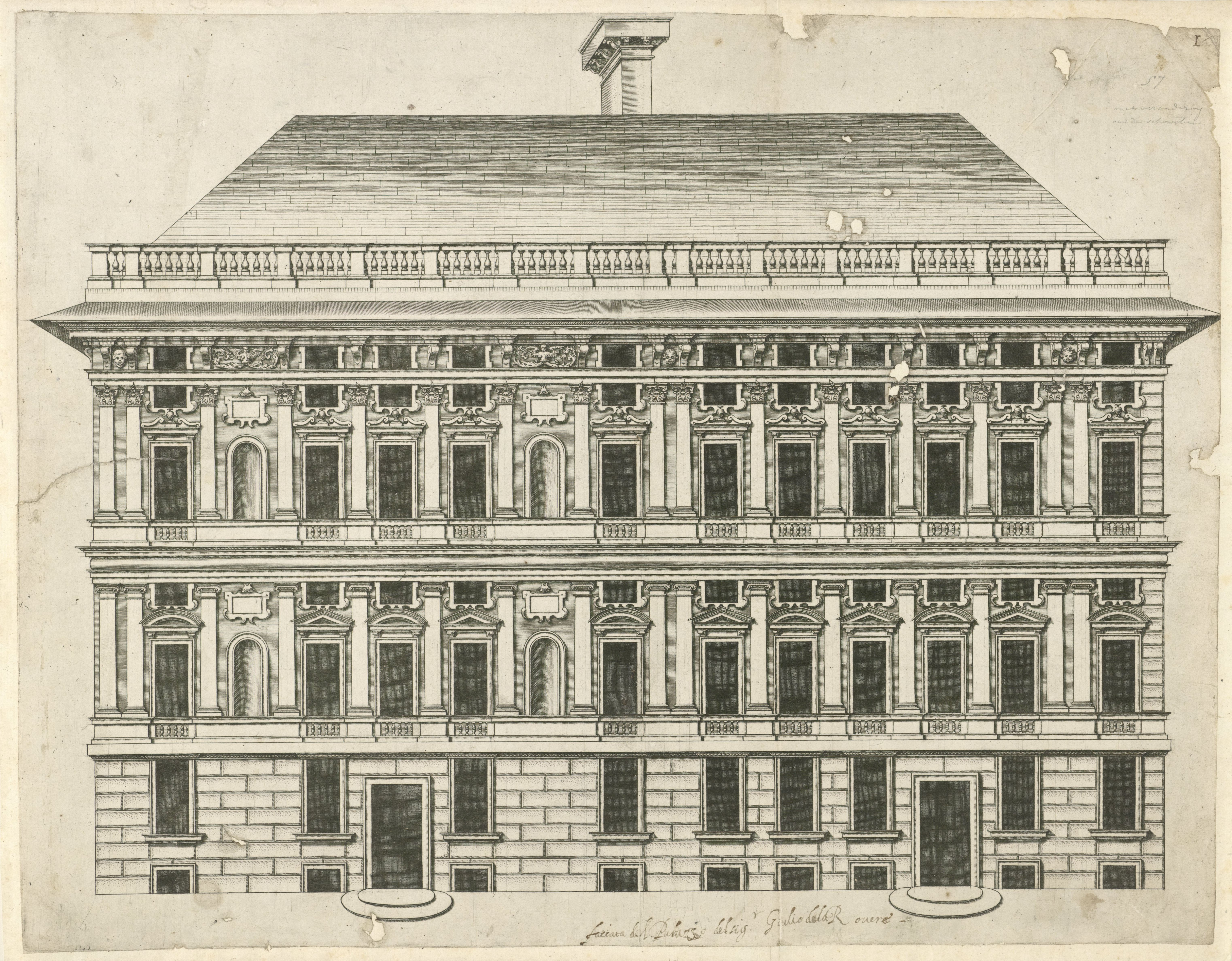
Il disegno di Rubens del palazzo
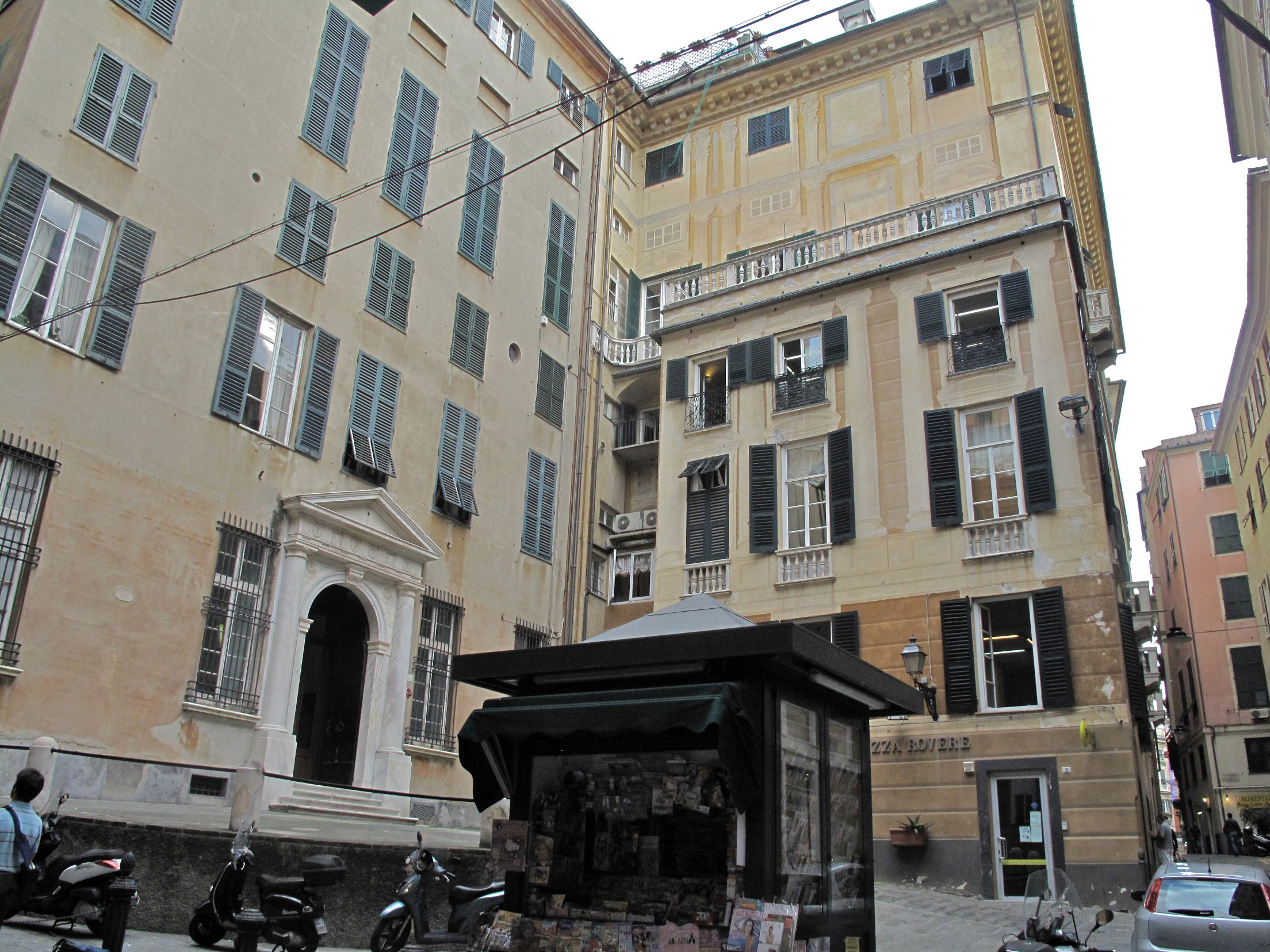
La facciata attigua all'ingresso principale
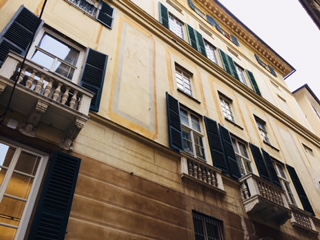
Palazzo Clemente della Rovere
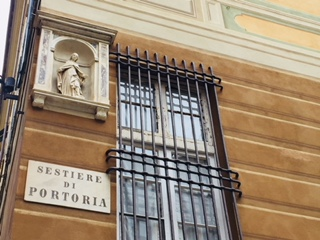
Palazzo Clemente della Rovere Genova, Nostra Signora della Misericordia
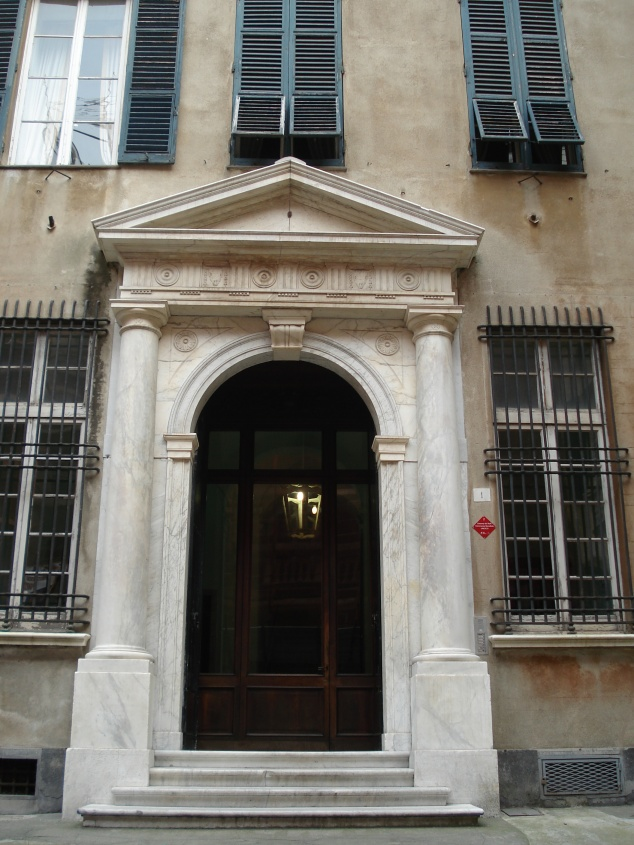
Palazzo Clemente della Rovere, Portale